# 마리아 아나 폰 바이에른 공녀 (1574년)

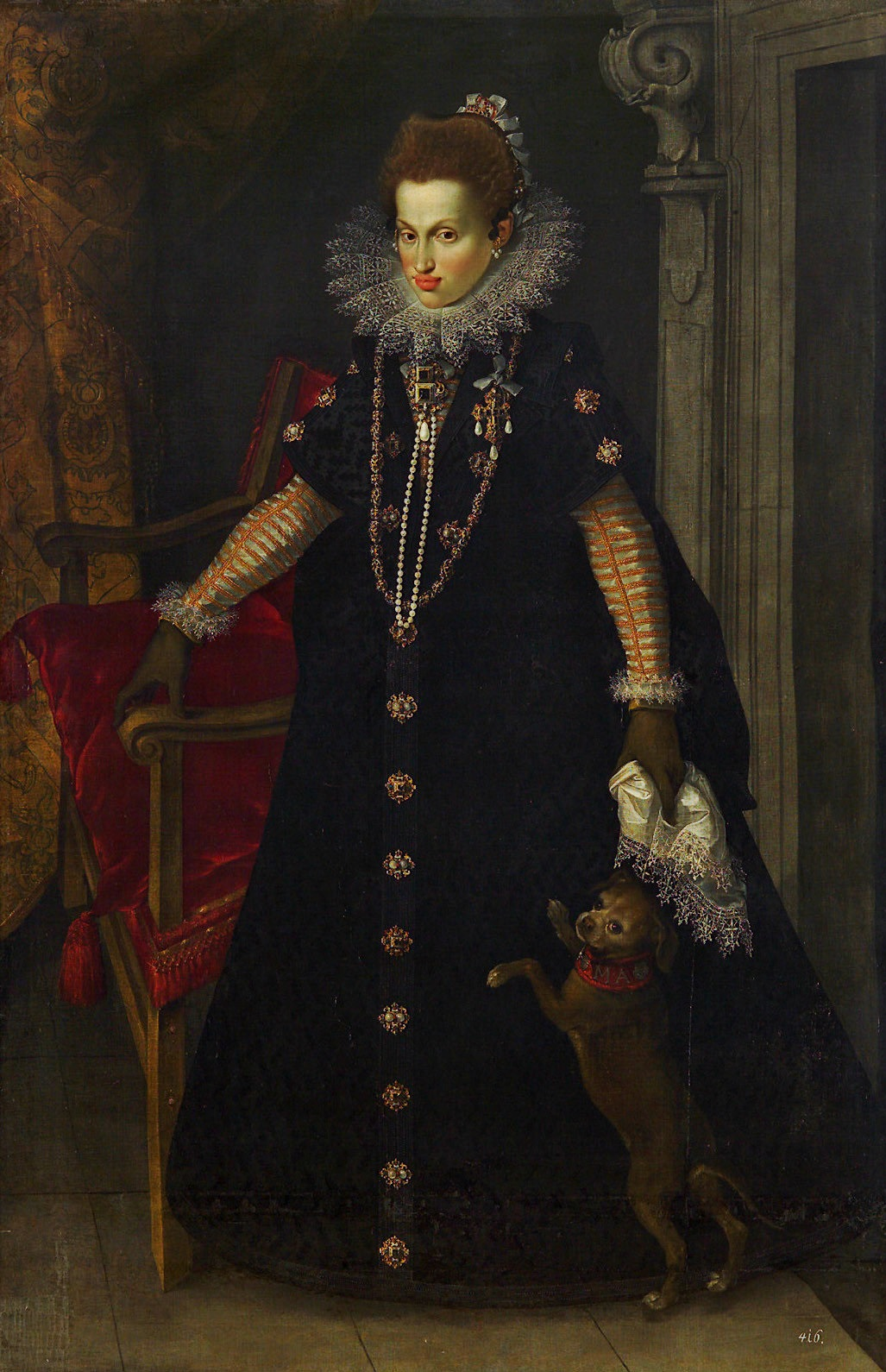
바이에른의 마리아 아나

바이에른의 마리아 아나(Maria Anna von Bayern, 1574년 10월 8일 ~ 1616년 3월 8일)는 신성 로마 제국의 황제 페르디난트 2세의 부인이다. 바이에른 공작 빌헬름 5세와 로트링겐의 레나타의 딸로 1600년 오스트리아 대공 페르디난트와 결혼했다. 페르디난트는 그녀가 죽은 뒤에야 신성 로마 제국의 황제 및 독일, 보헤미아, 헝가리의 왕이 되었기 때문에 살아생전의 마리아 안나는 단순히 오스트리아 대공비였다.

## 자녀
- 크리스티네(1601)
- 카를(1603)
- 요한 카를(1605~1619)
- 페르디난트 3세 신성 로마 제국 황제
- 마리아 아나(1610~1665) 바이에른 선제후비
- 체칠리아 레나타(1611~1644) 폴란드 왕비(브와디스와프 4세 바사와 결혼)
- 레오폴트 빌헬름(1614~1662) 스페인령 네덜란드 총독